# Championnat d'Afrique féminin de basket-ball des moins de 16 ans 2009
Navigation
Égypte 2011
Le championnat d'Afrique féminin de basket-ball des moins de 16 ans 2009 se déroule à Bamako au Mali du 30 août au 5 septembre 2009. Il s'agit de la première édition de la compétition.

## Équipes participantes

### Qualifications
5 équipes, issues des différentes zones de qualification du Championnat d'Afrique U16, sont qualifiées pour cette compétition.
| Mode de qualification                                  | Places | Nations qualifiées |
| ------------------------------------------------------ | ------ | ------------------ |
| Hôte du championnat d'Afrique U16 2009                 | 1      | Mali               |
| Qualifications Championnat d'Afrique U16 2009 (Zone 1) | 1      | Algérie            |
| Qualifications Championnat d'Afrique U16 2009 (Zone 2) | 1      | Sénégal            |
| Qualifications Championnat d'Afrique U16 2009 (Zone 5) | 1      | Égypte             |
| Qualifications Championnat d'Afrique U16 2009 (Zone 6) | 1      | Angola             |

## Rencontres

### Phase de groupe
Légende des classements
- Qualifié pour la finale

| Rang | Équipe  | Pts | J | G | P | Pp  | Pc  | Diff |  | Résultats (dom.\ext.) |   |       |       |       |       |
| ---- | ------- | --- | - | - | - | --- | --- | ---- |  | --------------------- | - | ----- | ----- | ----- | ----- |
| 1    | Égypte  | 8   | 4 | 4 | 0 | 258 | 169 | 89   |  | Égypte                |   | 46-45 | 65-52 | 64-35 | 83-37 |
| 2    | Mali    | 7   | 4 | 3 | 1 | 238 | 184 | 54   |  | Mali                  | - |       | 57-45 | 71-58 | 65-35 |
| 3    | Angola  | 6   | 4 | 2 | 2 | 225 | 221 | 4    |  | Angola                | - | -     |       | 50-48 | 78-51 |
| 4    | Algérie | 5   | 4 | 1 | 3 | 201 | 236 | -35  |  | Algérie               | - | -     | -     |       | 60-51 |
| 5    | Sénégal | 4   | 4 | 0 | 4 | 174 | 286 | -112 |  | Sénégal               | - | -     | -     | -     |       |

### Phase finale

#### Finale
| 5 septembre 2009 17 h 00 UTC±00:00 | Rapport | Égypte                                             | 64-78 | Mali |  | Pavillon des Sports Modibo Keïta |
| 5 septembre 2009 17 h 00 UTC±00:00 | Rapport | Score par quart-temps : 15-19, 22-15, 16-22, 11-22 |       |      |  | Pavillon des Sports Modibo Keïta |

## Classement final
| Place                       | Équipe  | Vict.-Déf. |
| --------------------------- | ------- | ---------- |
| Médaille d'or, Afrique      | Mali    | 4 - 1      |
| Médaille d'argent, Afrique  | Égypte  | 4 - 1      |
| Médaille de bronze, Afrique | Angola  | 2 - 2      |
| 4                           | Algérie | 1 - 3      |
| 5                           | Sénégal | 0 - 4      |

- Qualification pour la Coupe du Monde U17 2010

## Leaders statistiques

### Points
| Place | Nom                | Équipe  | PPM  |
| ----- | ------------------ | ------- | ---- |
| 1     | Manel Ribah        | Algérie | 18,8 |
| 2     | Artémis Afonso     | Angola  | 18,5 |
| 3     | Hagar Amer         | Égypte  | 16,0 |
| 4     | Satta Diop         | Sénégal | 13,5 |
| 5     | Ndeye Fatou Ndiaye | Sénégal | 11,3 |

### Rebonds
| Place | Nom                | Équipe  | RPM  |
| ----- | ------------------ | ------- | ---- |
| 1     | Ndeye Fatou Ndiaye | Sénégal | 17,0 |
| 2     | Fatoumata Sanou    | Mali    | 10,6 |
| 3     | Hagar Amer         | Égypte  | 10,0 |
| 3     | Farima Touré       | Mali    | 10,0 |
| 5     | Ana Gonçalves      | Angola  | 9,8  |

### Passes décisives
| Place | Nom                 | Équipe  | PDPM |
| ----- | ------------------- | ------- | ---- |
| 1     | Aminata Sissoko     | Mali    | 3,4  |
| 2     | Nesrine Boukerma    | Algérie | 2,5  |
| 3     | Sadio Konaté        | Mali    | 2,2  |
| 4     | Fanta Guindo        | Mali    | 2,0  |
| 4     | Reem Moussa         | Égypte  | 2,0  |
| 4     | Artémis Afonso      | Angola  | 2,0  |
| 4     | Norelhoida Belmeine | Algérie | 2,0  |

### Contres
| Place | Nom              | Équipe  | CPM |
| ----- | ---------------- | ------- | --- |
| 1     | Hala El Shaarawy | Égypte  | 1,0 |
| 1     | Nesrine Boukerma | Algérie | 1,0 |
| 3     | Artémis Afonso   | Angola  | 0,8 |
| 4     | Hagar Amer       | Égypte  | 0,6 |
| 5     | Ikbal Chenaf     | Algérie | 0,5 |
| 5     | Helena Francisco | Angola  | 0,5 |

### Interceptions
| Place | Nom          | Équipe | IPM |
| ----- | ------------ | ------ | --- |
| 1     | Fanta Guindo | Mali   | 2,2 |
| 1     | Farima Touré | Mali   | 2,2 |
| 3     | Asmaa Gamal  | Égypte | 2,0 |
| 4     | Dina Amr     | Égypte | 1,6 |
| 4     | Sadio Konaté | Mali   | 1,6 |

## Récompenses
MVP de la compétition (meilleure joueuse) Farima Touré
Meilleur cinq de la compétition
- Reem Moussa
- Artémis Afonso
- Ndeye Fatou Ndiaye
- Hagar Amer
- Farima Touré